# Присоединение Западной Украины к Украинской ССР
Вхождение Западной Украины в состав УССР произошло в 1939—1940 после Польского похода РККА и присоединения Бессарабии и Северной Буковины к СССР.

## История
В ходе Первой мировой войны распалась Российская империя. Во время Гражданской войны в России была восстановлена польская государственность в виде II Речи Посполитой. Польское государство приступило к восстановлению границ I Речи Посполитой, захватывая земли Украины, Белоруссии и Литвы. После советской-польской войны, согласно Рижскому договору от 18 марта 1921 года, Западная Украина оказалась в составе польского государства и, вместе с Западной Белоруссией, стала частью его «восточных окраин» (kresy wschodnie). В ходе политики «пацификации» польские власти попытались разгромить национально-освободительное движение украинцев.
Накануне Второй мировой войны, 23 августа 1939 года, был заключён Договор о ненападении между Германией и Советским Союзом, более известный как «пакт Молотова — Риббентропа». В соответствии с секретной частью договора («секретный протокол») «восточные окраины» Польши стали частью «сферы влияния» СССР.
1 сентября 1939 года германские войска вторглись в Польшу, а 17 сентября СССР довёл до польского посла Вацлава Гржибовского ноту, в которой проинформировал:
«Советское правительство не может также безразлично относиться к тому, чтобы единокровные украинцы и белорусы, проживающие на территории Польши, брошенные на произвол судьбы, остались беззащитными. Ввиду такой обстановки советское правительство отдало распоряжение Главному командованию Красной армии дать приказ войскам перейти границу и взять под свою защиту жизнь и имущество населения Западной Украины и Западной Белоруссии».
Проинформировав о ноте Польшу и другие страны, 17 сентября Советское правительство без объявления войны отдало приказ РККА перейти польскую границу и занять территории польских «кресов» — Западной Белоруссии и Западной Украины. Данные события известны как Освободительный поход Красной Армии или Польский поход 1939 года. В результате похода уже в сентябре 1939 года Галиция и Волынь были полностью заняты Красной Армией. 
14 октября 1939 года Верховный Совет УССР постановил принять Западную Украину в состав УССР. 22 октября 1939 года прошли выборы в Народное Собрание Западной Украины, которое 26 — 28 октября 1939 года приняло решение о вхождении Западной Украины в состав СССР и воссоединении с УССР. 1 ноября 1939 года Верховный Совет СССР на внеочередной V сессии принял закон СССР «О включении Западной Украины в состав Союза ССР с воссоединением её с Украинской ССР».
4 декабря 1939 года Президиум Верховного Совета СССР издал указ о новом административно-территориальном делении бывшей Западной Украины, территория которой была представлена Львовской, Дрогобычской, Тернопольской, Станиславской, Волынской и Ровенской областями.
По итогом Ялтинской конференции большая часть Западной Украины была закреплена за СССР, в состав Польской Народной Республики была возвращена лишь небольшая часть около Перемышля. В 1991 году УССР была переименована и с тех пор в официальных документах постсоветской республики именуется Украиной. Ныне территории бывших Западной Украины и Западной Белоруссии, вошедшие в состав УССР и БССР, являются территориями постсоветских Украины и Белоруссии.

## Оценки и последствия
Польское правительство в изгнании, как и Великобритания, отказались признать новые границы СССР, однако после нападения Германии на СССР между польским и советским правительствами при содействии Великобритании было подписано так называемое соглашение Сикорского-Майского. В приложении к Соглашению указывалось, что советское правительство предоставляет амнистию всем польским военнопленным и содержавшимся в заключении на советской территории польским гражданам. Из оставшихся в живых после катынского расстрела польских военнослужащих была сформирована польская армия Андерса, которая была переброшена через Иран на итальянский театр военных действий. Основным результатом этого соглашения стали освобождение более 400 тысяч польских граждан, находившихся в СССР, из мест ссылки, депортации и заключения, и признание договоров о разделе Польши «утратившими силу».
Как и в случае других советских присоединений 1930-х — начала 1940-х годов, первыми, кто попал под удар сталинских репрессий на «присоединённых» территориях, стали местные западноукраинские социалисты и коммунисты. Требовавшие «воссоединения» с УССР Коммунистическая партия Западной Украины (КПЗУ), Коммунистическая партия Закарпатской Украины, коммунистические партии Галиции (КГП, КПВГ) и Буковины были объявлены «контрреволюционными» и «диверсионными», вскоре перестали существовать, вместо них на Западную Украину были массово завезены советские коммунисты из СССР, которые и стали соответственно «западноукраинскими» «коммунистами», а их партийные организации, созданные по указанию из Москвы, являлись филиалами ВКП(б). Начавшиеся «чистки» и депортации продлились до самого начала войны в июне 1941 года, — по мысли московских властей должны были стать «главным средством подготовки к предстоящей войне» в «присоединённых» регионах. Всего по данным неофициальной статистики после «присоединения» в 1939—1941 гг. подверглось почти 700 тыс. жителей Западной Украины. По официальным данным советской партийной историографии в 1940 году на присоединённые территории Западной Украины в 1940 году из других республик СССР, главным образом из России, было направлено около 4 тысяч человек, среди них пропагандисты, партийные работники и так далее. Происходившая замена политически активного населения на завезённых партийно-советских работников официально именовалась «помощью кадрами молодым советским республикам и областям».
В советской историографии до 1980-х годов «воссоединение Западной Украины с УССР» однозначно оценивалось как акт освобождения от социального и национального польского гнёта, а также акт исторической справедливости, ликвидация последствий раздела Украины по условиям Рижского мирного договора 1921 года.

## Присоединение Северной Буковины
Включение Бессарабии, Северной Буковины и области Герца в состав СССР произошло в 1940 году. Советской стороной планировалось военное вторжение в Румынию, но за несколько часов до начала операции король Румынии Кароль II принял ультимативную ноту советской стороны и передал Бессарабию и Северную Буковину СССР. Операция по занятию территории советскими войсками продлилась 6 дней.